# Peritrox vermiculatus
Peritrox vermiculatus är en skalbaggsart som beskrevs av Dillon 1945. Peritrox vermiculatus ingår i släktet Peritrox och familjen långhorningar. Inga underarter finns listade i Catalogue of Life.